# Robin Froidevaux
Robin Froidevaux (Morges, 17 oktober 1998) is een Zwitsers baan- en wielrenner die anno 2023 rijdt voor Tudor Pro Cycling Team.
Froidevaux nam in 2019 deel aan de Europese Spelen waar hij samen met Tristan Marguet de koppelkoers won. In 2022 won hij het Zwitsers kampioenschap op de weg bij de profs.

## Belangrijkste overwinningen

### Wegwielrennen
2018
 Zwitsers kampioenschap op de weg, Beloften
2019
2e etappe Ronde van de Toekomst (ploegentijdrit)
2022
Zwitsers kampioenschap wielrennen op de weg
3e etappe Istrian Spring Trophy

#### Resultaten in voornaamste wedstrijden
| Jaar | Ronde van Italië | Ronde van Frankrijk | Ronde van Spanje |
| ---- | ---------------- | ------------------- | ---------------- |
| 2024 | 136e             |                     |                  |

(*) tussen haakjes aantal individuele etappeoverwinningen

### Baanwielrennen
| Jaar     | ZK                            | EK                                 | WK                   | Overig                                                                                     |
| Junioren | Junioren                      | Junioren                           | Junioren             | Junioren                                                                                   |
| -------- | ----------------------------- | ---------------------------------- | -------------------- | ------------------------------------------------------------------------------------------ |
| 2015     |                               |                                    | ploegenachtervolging |                                                                                            |
| 2016     | omnium                        |                                    |                      |                                                                                            |
| Belofte  |                               |                                    |                      |                                                                                            |
| 2018     |                               | ploegenachtervolging               |                      |                                                                                            |
| 2019     |                               | ploegenachtervolging · koppelkoers |                      |                                                                                            |
| 2020     |                               | koppelkoers                        |                      |                                                                                            |
| Elite    |                               |                                    |                      |                                                                                            |
| 2017     | koppelkoers                   |                                    |                      |                                                                                            |
| 2018     | omnium · koppelkoers          |                                    |                      |                                                                                            |
| 2019     | omnium · koppelkoers          |                                    |                      | Europese Spelen: · koppelkoers · ploegenachtervolging · WB Cambridge: ploegenachtervolging |
| 2020     | sprint · 1km tijdrit · omnium |                                    |                      | Driedaagse van Aigle                                                                       |

## Ploegen
- 2018 –  Akros-Renfer SA
- 2019 –  Akros–Thömus
- 2020 –  Akros-Excelsior–Thömus
- 2021 –  Tudor Pro Cycling Team
- 2022 –  Tudor Pro Cycling Team
- 2023 –  Tudor Pro Cycling Team
- 2024 –  Tudor Pro Cycling Team
- 2025 –  Tudor Pro Cycling Team

Aebi · Banzer · Bissegger · Brühlmann · Döring · Dufaux · Froidevaux · Paroz · Rüttimann · Selenati · Suter · Voisard
Bohli · Brun · Charrin · de Kleijn · J. Eriksson · L. Eriksson · Froidevaux · Heming · Kamp · Kelemen · Kluckers · Kolze Changizi · Pellaud · Pluimers · Reichenbach · Suter · Thalmann · Voisard · Wilksch (vanaf 5/8) · Wirtgen · Zijlaard
Bohli · Brenner · Brun · Charrin · Dainese · de Kleijn · J. Eriksson · L. Eriksson · Froidevaux · Heming · Kamp · Kelemen · Kluckers · Kolze Changizi · Krieger · Mayrhofer · Pellaud · Pluimers · Reichenbach · Rondel (vanaf 20/7) · Storer · Stork · Suter · Thalmann · Trentin · Voisard · Wilksch · Wirtgen · Zijlaard